# Coiro (Cangas)
San Salvador de Coiro és una parròquia del municipi gallec de Cangas, a la província de Pontevedra.
Limita al nord amb el municipi de Bueu, a l'oest amb les parròquies de Darbo i Cangas, al sud amb la ria de Vigo i a l'est amb el municipi de Moaña.

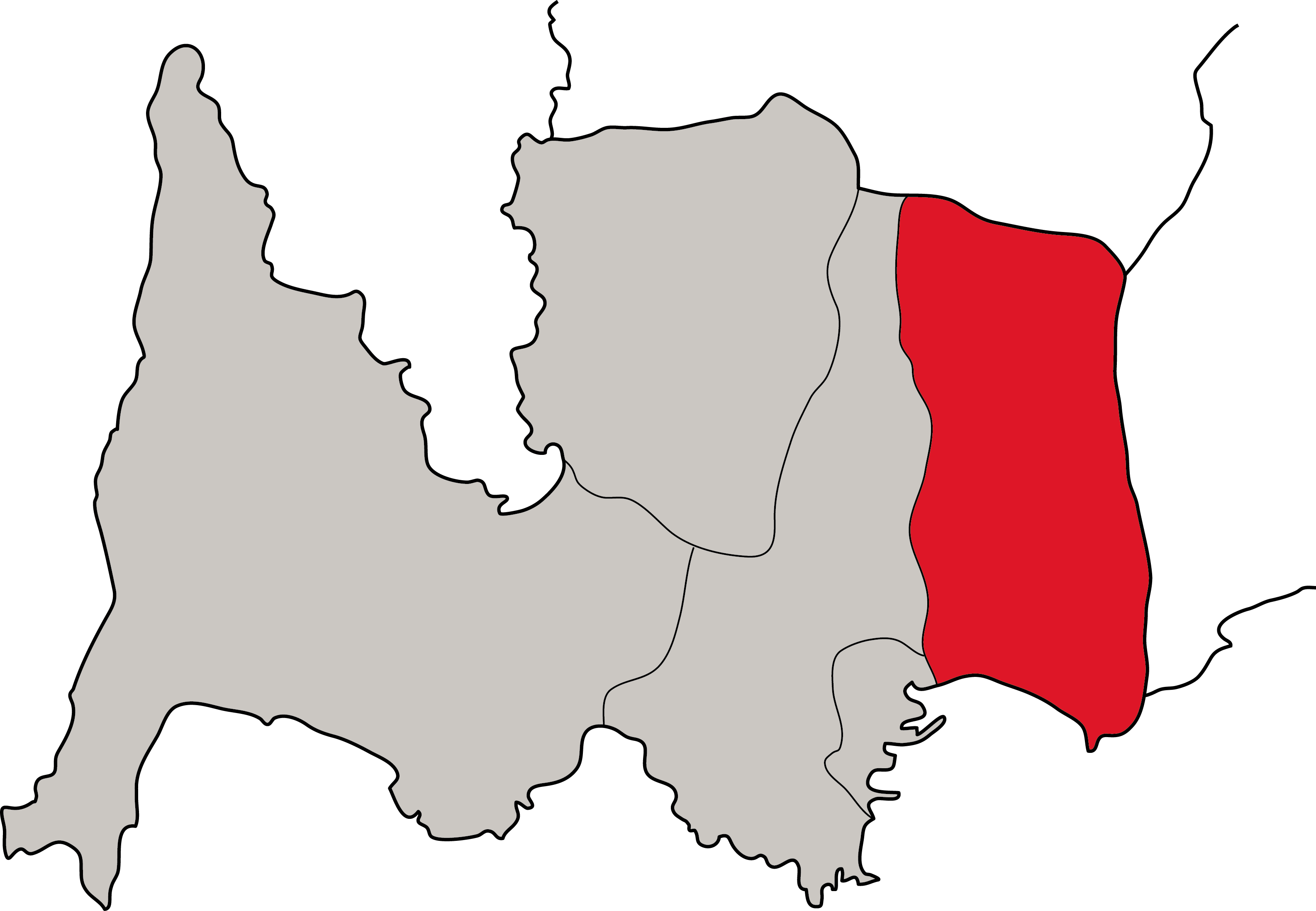
Situació de Coiro en el municipi de Cangas.

Tenia l'any 2015 una població de 6.774 habitants agrupats en 15 entitats de població: Agualevada, A Boubeta, O Carballal, O Castrillón, A Costeira, O Cruceiro, A Devesa, O Espírito Santo, O Forte, Gondarán, As Gruncheiras, O Igrexario, Laxielas, Miranda, O Outeiro, A Parada, A Pedreira, Reboredo, A Retirosa, Romarigo, Rozada, A Rúa, Trigás, Verín i O Xistro.